# 玉利喜造

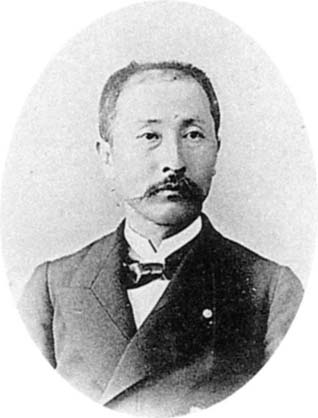
玉利喜造

玉利 喜造（たまり きぞう、1856年5月28日（安政3年4月25日） - 1931年（昭和6年）4月21日）は、日本の農学者。貴族院勅選議員。幼名・幸次郎。

## 経歴
薩摩国鹿児島郡、のちの鹿児島県鹿児島市上町で、薩摩藩士・玉利甚兵衛、茂代の二男として生まれ、のち鹿児島郡谷山村（現:鹿児島市）玉利シモの養子となる。1880年（明治13年）、駒場農学校を卒業。農務局編輯に従事し、さらに駒場農学校助教授に任命された。1885年（明治18年）よりアメリカ合衆国に留学し、ミシガン州立農学校、イリノイ州立大学で学んだ。1887年（明治20年）に帰国してからは、東京農林学校教授、帝国大学農科大学助教授、同教授を歴任した。1899年（明治32年）、農学博士の学位を得た。1903年（明治36年）、盛岡高等農林学校校長に就任し、1909年（明治42年）に鹿児島高等農林学校校長に転じた。1922年（大正11年）2月2日に貴族院議員に勅選され、鹿児島高等農林学校名誉教授の称号を得た。
その他、大日本農会幹事・参事・常設議員、帝国農会特別議員・顧問などを歴任した。1931年4月、貴族院議員在任中に死去した。

## 栄典
- 1920年（大正9年）4月10日 - 従三位[7]

## 著書
- 『農家速算』有隣堂、1883年。
- 『養蜂改良説』有隣堂、1889年。
- 『実用倫理』弘道館、1909年。
- 『内観的研究 邪気・新病理説』実業之日本社、1912年。
- 『内観的人類進化説』育英書院、1914年。

## 親族
- 兄 玉利親賢 - 海軍中将[1]
- 弟 沖一誠 - 東京府技官